# Sächsisches Dreieck
Der Begriff Sächsisches Dreieck bezeichnete die wichtigsten Eisenbahnstrecken der DDR im heutigen Freistaat Sachsen, welche die vier Oberzentren Karl-Marx-Stadt, Dresden, Leipzig und Zwickau miteinander verbanden. Das Dreieck wurde aus den Verbindungen der Bahnstrecke Leipzig–Dresden mit der Bahnstrecke Dresden-Zwickau (Teil der frühen Bahnstrecke Dresden–Werdau) sowie die teilweise dem Streckenverlauf der ursprünglichen Sächsisch-Bayerischen Eisenbahn-Compagnie folgenden Bahnstrecke Leipzig–Zwickau (siehe Bahnstrecken Leipzig–Hof und Dresden–Werdau) gebildet.
Besonders für den Güterverkehr war das Dreieck wichtig: Südlich von Leipzig befanden sich ein großes Braunkohlerevier und das Industriegebiet zwischen Zwickau und Karl-Marx-Stadt war das bedeutendste Sachsens. Deshalb wurde in der DDR schon zu einem frühen Zeitpunkt mit den Planungen für die Elektrifizierung begonnen. Dadurch konnte Leipzig 1958 nach zwölfjähriger Unterbrechung durch den Krieg zuerst an das elektrifizierte Eisenbahnnetz des Chemiedreiecks zwischen Bitterfeld und Halle (Saale) angeschlossen werden. Bis 1963 wurde der Abschnitt von Leipzig über Werdau nach Zwickau und Reichenbach im Vogtland fertiggestellt. Priorität besaß besonders die Gebirgsstrecke von Karl-Marx-Stadt nach Dresden, da die Steigungsabschnitte von Flöha nach Oederan und von Tharandt nach Klingenberg-Colmnitz  problematisch waren. Wegen dieser kurzen Bergstrecken musste die Deutsche Reichsbahn im Dampfbetrieb Schiebeloks einsetzen. Deshalb wurde hier 1964 und 1966 der elektrische Betrieb aufgenommen. Schließlich wurde 1970 mit Elektrifizierung des nördlichen Abschnitts von Dresden nach Leipzig das Sächsische Dreieck geschlossen.